# 哈尔滨国际农业科技创新中心
45°47′53″N 126°30′19″E / 45.79793°N 126.505195°E
哈尔滨国际农业科技创新中心是哈尔滨科技创新城中的标志性建筑之一。中心落成后，中国科学院北方粳稻分子育种研究中心、食品加工中心、可再生能源重点实验室、农业遥感技术研究及图像信息处理中心等40个国内外研发中心、重点实验室、产业孵化机构将进驻，同时，将设立对俄技术合作中心、国家人事部博士后科研工作站、中国农科院研究生院黑龙江分院等人才引进、培养、交流机构，进而形成农业科技新成果孵化集群，产业研发基地和国际技术与人才交流的智谷。